# 아메리카
아메리카(영어: Americas, 스페인어: América, 프랑스어: Amérique)는 아시아에 이어 두 번째로 큰 대륙이다. 이 지역은 다양한 기후와 지형을 가지고 있으며, 북쪽의 북극권부터 남쪽의 파타고니아까지 광범위한 자연환경이 펼쳐져있다.
역사적으로 아메리카에는 마야, 아즈텍, 잉카 문명과 같은 고대 문명이 번성했으며, 15세기 이후 유럽 열강의 식민 지배를 받았다. 이후 독립 운동을 거쳐 현재는 여러 주권 국가들이 형성되었으며, 미국과 캐나다를 포함한 북아메리카는 경제적으로 발전한 지역으로, 남아메리카와 중앙아메리카는 풍부한 자연자원과 독특한 문화를 보유한 지역으로 알려져 있다.
현재 아메리카는 다양한 인종과 문화가 공존하는 곳으로, 영어, 스페인어, 포르투갈어를 포함한 여러 언어가 사용된다. 경제적으로는 미국과 캐나다가 세계 경제를 주도하는 역할을 하며, 브라질, 멕시코, 아르헨티나 등의 국가들도 적지 않은 경제력을 보유하고 있다.
아마존 열대우림, 로키산맥, 그랜드 캐니언, 나이아가라 폭포 등 세계적으로 유명한 자연경관이 많으며, 뉴욕, 로스앤젤레스, 리우데자네이루, 부에노스아이레스와 같은 대도시들은 아메리카의 문화적 다양성과 경제적 활력을 띄고 있다.

## 어원
아메리카가 처음으로 대륙의 이름에 쓰인 것은 1507년이다. 독일인 수학자이자 지도 제작자인 마르틴 발트제뮐러는 ‘지리학 입문’에서 이탈리아 탐험가 아메리고 베스푸치를 신대륙의 발견자라고 착각해 그 이름을 따서 신대륙을 ‘아메리고의 땅 또는 아메리카’로 부르자고 제안했다. 이후, 모든 새로운 지리학 서적엔 이 대륙 이름이 아메리카로 표기됐다.

## 주요 국가
| 국명                  | 국명 (공용어 표기)                                                 | 공용어                           | 수도             |
| --------------------- | ------------------------------------------------------------------ | -------------------------------- | ---------------- |
| 가이아나              | Co-operative Republic of Guyana                                    | 영어                             | 조지타운         |
| 과테말라              | República de Guatemala                                             | 스페인어                         | 과테말라         |
| 그레나다              | Grenada                                                            | 영어                             | 세인트조지스     |
| 니카라과              | República de Nicaragua                                             | 스페인어                         | 마나과           |
| 도미니카 공화국       | República Dominicana                                               | 스페인어                         | 산토도밍고       |
| 도미니카 연방         | Commonwealth of Dominica                                           | 영어                             | 로조             |
| 멕시코                | Estados Unidos Mexicanos                                           | 스페인어                         | 멕시코시티       |
| 미국                  | United States of America                                           | 영어                             | 워싱턴 D.C.      |
| 바베이도스            | Barbados                                                           | 영어                             | 브리지타운       |
| 바하마                | Commonwealth of the Bahamas                                        | 영어                             | 나소             |
| 베네수엘라            | República Bolivariana de Venezuela                                 | 스페인어                         | 카라카스         |
| 벨리즈                | Belize                                                             | 영어                             | 벨모판           |
| 볼리비아              | Estado Plurinacional de Bolivia                                    | 스페인어                         | 라파스           |
| 브라질                | República Federativa do Brasil                                     | 브라질 포르투갈어                | 브라질리아       |
| 세인트루시아          | Saint Lucia                                                        | 영어                             | 캐스트리스       |
| 세인트빈센트 그레나딘 | Saint Vincent and the Grenadines                                   | 영어                             | 킹스타운         |
| 세인트키츠 네비스     | Federation of Saint Kitts and Nevis                                | 영어                             | 바스테르         |
| 수리남                | Republiek Suriname                                                 | 네덜란드어                       | 파라마리보       |
| 아르헨티나            | República Argentina(스), Tetã Argentina(과)                        | 스페인어, 과라니어               | 부에노스아이레스 |
| 아이티                | République d'Haïti(프), Repiblik Ayiti(아)                         | 프랑스어, 아이티어               | 포르토프랭스     |
| 앤티가 바부다         | Antigua and Barbuda                                                | 영어                             | 세인트존스       |
| 에콰도르              | República del Ecuador                                              | 스페인어                         | 키토             |
| 엘살바도르            | República de El Salvador                                           | 스페인어                         | 산살바도르       |
| 온두라스              | República de Honduras                                              | 스페인어                         | 테구시갈파       |
| 우루과이              | República Oriental del Uruguay                                     | 스페인어                         | 몬테비데오       |
| 자메이카              | Jamaica                                                            | 영어                             | 킹스턴           |
| 칠레                  | República de Chile(스), Chile Wüdalmapu(마), Repūvirika o Tire(라) | 스페인어, 마푸둥군어, 라파누이어 | 산티아고         |
| 캐나다                | Canada                                                             | 영어                             | 오타와           |
| 코스타리카            | Republica de Costa Rica                                            | 스페인어                         | 산호세           |
| 콜롬비아              | República de Colombia                                              | 스페인어                         | 보고타           |
| 쿠바                  | República de Cuba                                                  | 스페인어                         | 아바나           |
| 트리니다드 토바고     | Republic of Trinidad and Tobago                                    | 영어                             | 포트오브스페인   |
| 파나마                | República de Panamá                                                | 스페인어                         | 파나마시티       |
| 파라과이              | República del Paraguay(스), Têta Paraguái(과)                      | 스페인어, 과라니어               | 아순시온         |
| 페루                  | República del Perú(스), Piruw Republika(케), Piruw Suyu(아)        | 스페인어, 케추아어, 아이마라어   | 리마             |

## 같이 보기
- 라틴아메리카
- 앵글로아메리카
- 북아메리카
- 중앙아메리카
- 남아메리카
- 카리브 제도
- 미주카리브연합
- 아메리카의 역사